# Sprint (armement)
Sprint était un missile antimissile balistique des forces armées des États-Unis, développé comme la partie du programme Nike-X, appelé plus tard le Sentinel program de défense antimissile. Le programme n'est jamais devenu opérationnel, mais la technologie a été déployée brièvement dans une version réduite appelée le Safeguard Program (en). Sprint était un missile sol-air de deux étages à carburant solide armé d'une ogive thermonucléaire W66 (de type bombe à neutrons).

## Historique

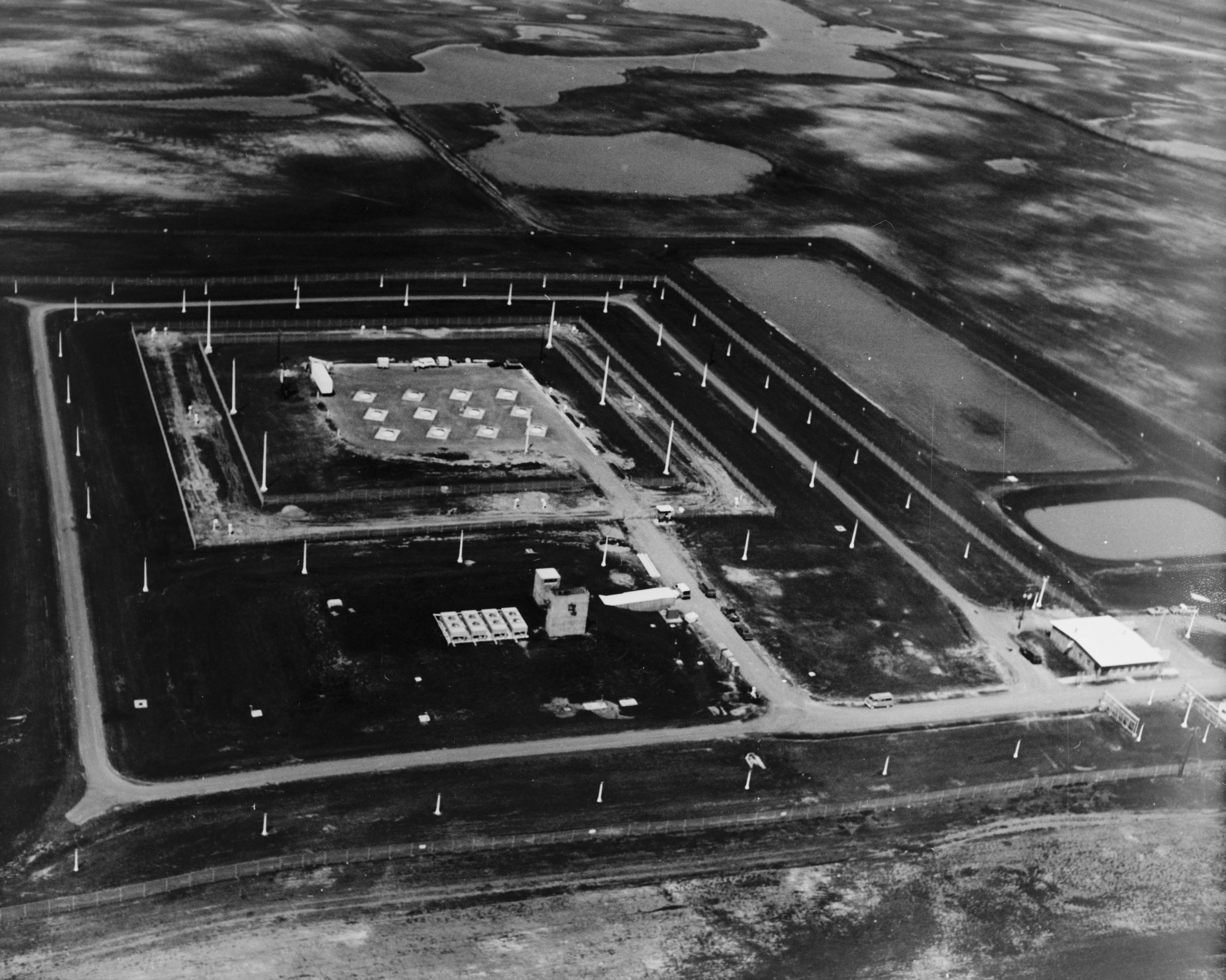
Un des quatre sites de lancement en Dakota du Nord destiné aux Sprint.

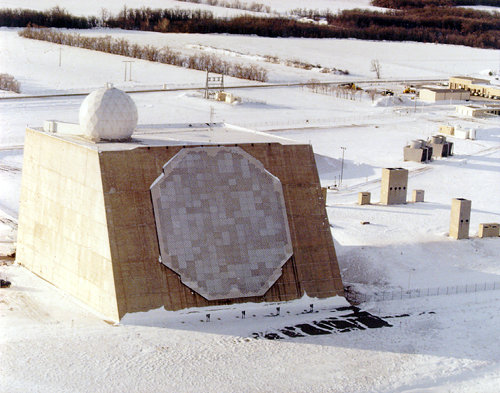
Le radar tridimensionnel à balayage électronique AN-FPQ-16 Perimeter Acquisition Radar Characterization System (PARCS) de 37 mètres de la Cavalier Space Force Station a été construit à l'origine pour ce système d'arme, il est en 2014 toujours actif dans la défense antimissile.

Sprint, comme le LIM-49A Spartan, a été en service opérationnel pendant seulement quelques mois dans le Safeguard Program, d'octobre 1975 à début 1976. Une accumulation de coûts élevés, l'opposition du Congrès des États-Unis, une efficacité douteuse et le traité ABM ont abouti à une période opérationnelle de très courte durée. 112 missiles et 70 têtes nucléaires W66 les armant furent construits.

## Caractéristiques

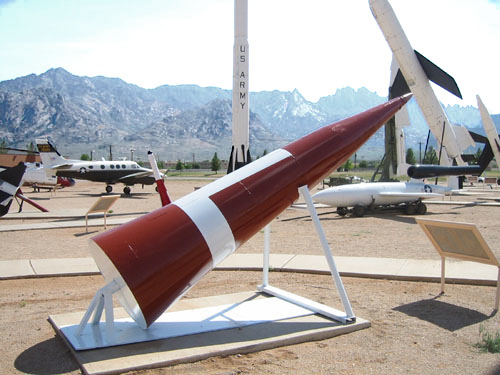
Fusée HIBEX (High Boost Experiment) qui a servi au développement du moteur du Sprint.

Sprint accélérait à 100 g, atteignant une vitesse de Mach 10 en 5 secondes. Il a été conçu pour la défense rapprochée contre des armes nucléaires entrantes. En tant que dernière ligne de défense, il devait intercepter les vecteurs des entrants qui n'auraient pas été détruits par le Spartan, avec lequel il a été déployé.
Le Sprint était stocké et tiré d'un silo. Pour rendre le lancement aussi rapide que possible, la couverture était soufflée du silo par des charges explosives ; alors le missile était éjecté par un piston propulsé par explosifs. Quand le missile quittait le silo, le premier étage était allumé et le missile se dirigeait vers sa cible. Le premier étage terminait sa combustion après seulement 1,2 seconde, mais produisait 2 900 kN de poussée. Le deuxième étage était allumé de 1 à 2 secondes après le lancement. L'interception à une altitude de 1 500 m à 30 000 m aurait pris près de 15 secondes.
Sprint était radio-commandé depuis le sol, via un radar à commande de phase qui suivait les vecteurs entrants et guidait le missile vers sa cible.
Sprint était armé d'une bombe à neutrons de quelques kilotonnes, quoique la valeur de la charge exacte n'a pas été déclassifiée. L'ogive était destinée à détruire le missile entrant principalement par un flux massif de neutrons.